# Réveillon (Yerres)
Der Réveillon (manchmal auch ohne Akzent geschrieben) ist ein Fluss in Frankreich, der in der Region Île-de-France verläuft. Er entspringt im Waldgebiet Forêt domaniale d’Armainvillers, am Golfplatz Parc Péreire, im Gemeindegebiet von Gretz-Armainvilliers, entwässert generell Richtung Südsüdwest durch die Landschaft Brie, durchquert im Unterlauf des Ballungsraum von Yerres und mündet nach rund 22 Kilometern im Gemeindegebiet von Yerres als rechter Nebenfluss in die Yerres.
Auf seinem Weg durchquert der Réveillon die Départements Seine-et-Marne, Val-de-Marne und Essonne.

## Orte am Fluss
(Reihenfolge in Fließrichtung)
- Gretz-Armainvilliers
- Chevry-Cossigny
- Férolles-Attilly
- Servon
- Santeny
- Marolles-en-Brie
- Villecresnes
- Brunoy
- Yerres